# ヘラルド・オブ・フリーエンタープライズ
ヘラルド・オブ・フリーエンタープライズ（英:MS Herald of Free Enterprise）は、1987年3月6日に転覆したRO-RO船フェリー。ベルギーのゼーブルッヘ港を出た直後に転覆し、乗客と船員合わせて193名が死亡した。
車両と旅客を乗せるこの8層甲板フェリーはタウンセンド・トールセン社（現:P&O）が所有し、競争の激しい海峡往来ルートの迅速な積降ろしのために設計されたもので、水密区画 (Watertight compartments) が存在しなかった。この船は船首扉を開けたまま出航してしまい、海水が即座に複数の甲板へと浸水、その後数分以内に浅瀬で横転した。沈没の直接的な原因は、船首扉を閉めるべき時間に船室で寝ていた副甲板長の過失だと判明した。しかし、公式調査は彼の上司およびタウンセンド・トールセンのコミュニケーション不足という社内文化全般をより重く咎めた。この船舶は引き揚げられたのち売りに出され、1987年9月30日にNaviera SA Kingstown社に売却されるとフラッシング・レンジ(Flushing Range)へと改名。1988年3月22日に台湾へと曳航されて廃棄された。
この災害以降にRORO船の設計改善が行われ、水密の斜道をつけたり船首扉の位置を示す表示器が設置されたほか、（水密区画のない）未分割デッキは禁止とされた。

## 設計と建造
1970年代後半、タウンセンド・トールセンはドーバー - カレー間の航行用に新たな同一船3隻の設計および建造を委託された。船はスピリット級 (Spirit-class cruise ship) で製造され、それぞれ「スピリット・オブ・フリーエンタープライズ」「プライド・オブ・フリーエンタープライズ」そして本船が「ヘラルド・オブ・フリーエンタープライズ」と命名された。「フリーエンタープライズ」の名称は、民生部門RORO船フェリーの先駆けとなる1962年に導入されたタウンセンド社のカーフェリーに由来している。ヘラルド・オブ・フリーエンタープライズは1980年5月29日に就航を開始した。
このルートでの他社フェリー事業者との競争力を維持するため、タウンセンド・トールセンは高速の積み降ろしと迅速な加速ができるように設計された船を必要としていた。この船は上から下にAからHの番号が付いた8層甲板で構成され、以下の内容となっていた。
- Aデッキ:乗組員の宿泊施設および無線通信室
- Bデッキ:乗客エリア、乗組員の宿泊施設、調理室
- Cデッキ:乗客エリア、調理室
- Dデッキ:Eデッキ内にある吊下げ型車両デッキ
- Eデッキ:上層車両デッキ
- Fデッキ:中二階
- Gデッキ:メイン車両デッキ
- Hデッキ:エンジン室、店舗、乗客の宿泊施設

Gデッキへの車両積み込みは、船首および船尾の水密ドアを通って行なわれた。車両収容部は前方に配置され、船のバウバイザーは跳ね上げ式ではなく観音開きの扉だったため、船首扉の視認が（操舵室からは）困難だった。EデッキとFデッキへの車両積載では、船首の水密ドアと船尾の開放ゲートを通った。ドーバーとカレーで使われている二重甲板の浮桟橋を使うことで、車両はEデッキとGデッキに同時積み降ろしが可能だった。
この船はドイツのブレーマーハーフェンにあるSchichau Unterweser社によって建造された。推進力は8,000 bhp 12気筒スルザー製中速ディーゼルエンジン3基で回される、可変ピッチのプロペラによるものだった。車両デッキの船首扉は英国グラスゴーのカーゴスピード社によって建造された。 

## 1987年3月の事故

### 背景
転覆した当日、ヘラルド・オブ・フリーエンタープライズはドーバーとベルギーのゼーブルッヘ港間を就航していた。これは同船舶の通常ルートではなく、ゼーブルッヘの浮桟橋はスピリット級船舶用に特別設計されたものではなかった。船は単一甲板を使うことになっていて、EデッキとGデッキ双方への同時積載はできなくなり、また積載用の斜道（ランプウェー）はEデッキに届くだけの十分な高さまで上がらなかった。これを補完するため、船首のバラストタンクは満杯まで詰まれ、積載後に船の自然なトリムが戻らなかった。ヘラルド・オブ・フリーエンタープライズが現役であったら、この手順の必要が無くなるよう船は改造されたであろう。
係留索が落とされる前、日常業務では副甲板長が船扉を閉鎖していた。しかし副甲板長マーク・スタンレーは、到着時に車両デッキを掃除したのち短い休息のため自分の船室に戻っており、港駅の呼び出しが鳴って船が係留索を落とした時もまだ眠っていた。 一等航海士レスリー・サベルは扉の閉鎖を確認するまで甲板に留まることが義務付けられていた。自分はスタンレーがやって来るのを見たと思うとサベルは発言したが、彼はこの災害で重傷を負っており、裁判所は彼の証言が不正確だと結論づけた。橋上の港駅に到達するプレッシャー下で、彼はまもなくスタンレーが到着する筈だと期待して船首扉開放のままGデッキを去ったと考えられている。
裁判所はまた、Gデッキの最終人物と考えられる甲板長テレンス・アイリングの態度も記述している。他に誰もいないことを考慮してなぜ扉を閉めなかったのかと尋ねられると、彼はそれが自分の義務ではなかったと発言した。それでも裁判所は、救助における彼の活動を賞賛した。
船長デビッド・ルーリーは、この船の設計上操舵室から状況を確認できなかったため扉が閉鎖されたものだと思い込んでいた。同操舵室には（扉位置を示す）表示灯が無かった。

### 転覆
この船は乗組員80人と乗客459人、自動車81台とバス3台とトラック47台を乗せて、18:05(GMT)にゼーブルッヘ内港の係留場所を出航した。船は18:24(GMT)に外側防波堤を通過し、約4分後に転覆した。港を出て90秒後、フェリーが18.9ノット(35.0km/h)に達した時に、水が車両デッキに大量に入り始めた。結果として生じる自由表面効果が船の安定性を損ねた。ほんの数秒で船は30度左舷に傾きかけ、少しだけ右になった後もう一度左舷に傾いて、今度は転覆した。出来事の全てが90秒以内に起こった。すぐに水は船の電気系統に達して主電源と非常用電力の両方を破壊し、船内は暗闇に包まれた。船は海岸から1km先の浅瀬で片側だけ水没して止まった。最後の瞬間、偶然にも砂州で船が右舷を上にして転覆したため、更なる深海へと完全水没することだけは免れた。
近くの浚渫船に乗っていた乗組員は、ヘラルド・オブ・フリーエンタープライズの明かりが消えているのに気付いて港湾当局に通報した。彼らはまた、船首扉が大きく開放しているように見えると報告した。現地時間19:37 (GMT 18:37) に警報が発せられた。救助ヘリコプターが急遽派遣され、この地域で演習していたベルギー海軍の支援が直後に続いた。近くにいたフェリーのドイツ人船長ヴォルフガング・シュレーダーは、乗客を救出する際の英雄的な活動のため英国首相マーガレット・サッチャーから表彰され、ボードゥアン1世 (ベルギー王)から勲章を授与された。
この災害で結果的に193人が死亡した。乗船者の多くは大陸への安価な旅行を提供するザ・サン紙の興行を利用していた。犠牲者の大半が船内に閉じ込められ、極寒の水による低体温症で倒れたものだった。ベルギー海軍と英国海軍潜水夫の救助活動がこれ以上の死者数を食い止め、事故の数日後に回収可能な遺体が取り除かれた。救助中に潮が満ち始めて、救助隊は朝まであらゆる活動を中断せざるを得なくなり、船上に残された人々は低体温症で死亡した。

### 調査と審問
事件に関する法廷の公聴会が、1987年に英国裁判官バリー・シーンの下で開かれた。転覆は主に、スタンレーが船首扉を閉じなかったこと、サベルが船首扉の閉鎖を確認しなかったこと、船首扉が閉鎖されたのか分からないままルーリーが出港したこと、の3要因によって引き起こされたことが判明した。沈没の直接的な原因はスタンレーが船首扉を閉めなかったことだと裁判所は判断したが、災害を防ぐ立場なのにいなかったサベルに非常に批判的で、彼の行動を沈没の「最も直接的な」原因だと評した。
出発時にスタンレーが眠っていたという事実がタウンゼント・トールセンの労働慣行を裁判官に調査させることとなり、船の操縦者と陸上基地にいる管理者との間の職場コミュニケーション不足かつ硬直した関係が沈没の根本的原因であるとシーン裁判官は結論付け、また同社のあらゆる階層にはびこる「怠け病(disease of sloppiness)」および油断があったと断定した。高波による進行中の船首扉の破壊に関する問題や、扉位置を示す表示器をブリッジに設置する要求は却下された。前者はその問題が本当に重要なら船長が来て「机をバンと叩く」筈であり、後者は従業員が職務を正確に遂行しなかったのかを示す機器にお金を掛けるのは無駄な事だと（当時は）考えられていたためである。
ヘラルド・オブ・フリーエンタープライズの設計もまた沈没の一因であることが判明した。水密区画で細分された他の船とは異なり、RORO船の車両デッキは一般的に（細分されず）連続しており、これらデッキでの浸水は船首から船尾までの水流入を許してしまう。この問題は1977年のフェリー事故（6月と11月にそれぞれSeaspeed Dora号とHero号が失われた）を受けて、1980年には早くも認知されていた。ゼーブルッヘの港湾施設を使用するために船舶トリムを調整する必要があった事および出発前の再調整ができなかった事もまた、転覆の要因だった。
この事故の4年前となる1983年10月、姉妹船のプライド・オブ・フリーエンタープライズが（同じように）副甲板長が眠りに落ちた後、船首扉を開けたままドーバーからゼーブルッヘまで航海したことがあった。そのため船首扉を開けっ放しで出航しても船の転覆を引き起こす筈はないと考えられていた。 しかしデンマーク海事研究所による事故後のテストでは、RORO船の車両デッキに水が入り始めると30分以内に船は転覆する可能性が高いことが判明し、水密区画（他の船舶では一般的）の欠如が水の重量を自由に移動させるため転覆可能性が高まることが別のテストで判明した。 
転覆に繋がったもう一つの要因が「スクワット効果」だった。船が航行中の時、下向きの運動が低圧状態を作り、それが船体の喫水を増加させる効果を生む。水深が深いとこの効果は小さいが浅瀬ではより大きくなる、なぜなら（浅瀬ほど）水が船の下側を通る速度が速くなって 喫水増加を引き起こすためである。これが船首扉と水線との間の余裕を1.5-1.9mほど減少させていた。大規模なテストを経て、船が18ノット(33km/h)で移動した時に波が船首扉を十分飲み込むほどになる事を調査官は発見した。もしも船が18ノット未満で浅瀬以外の場所を航行していれば、恐らく車両デッキの人員が船首扉の開けっぱなしに気付いてそれを閉鎖するだけの時間があった筈だとされている。

## 死因審問
1987年10月、検視官によるこの転覆での検視陪審は、不法殺害の評決を下した。社内では関与した7人が重過失致死罪で起訴され、運航会社のP&Oヨーロピアンフェリー社が業務上過失致死罪で起訴されたが、ターナー裁判官は会社および同経営幹部の被告5人を無罪とするよう陪審員に指示して、裁判は結審した。この災害は、1998年の公益開示法につながる思想に影響を与えた事例の一つとなった。

## 余波

### 直後

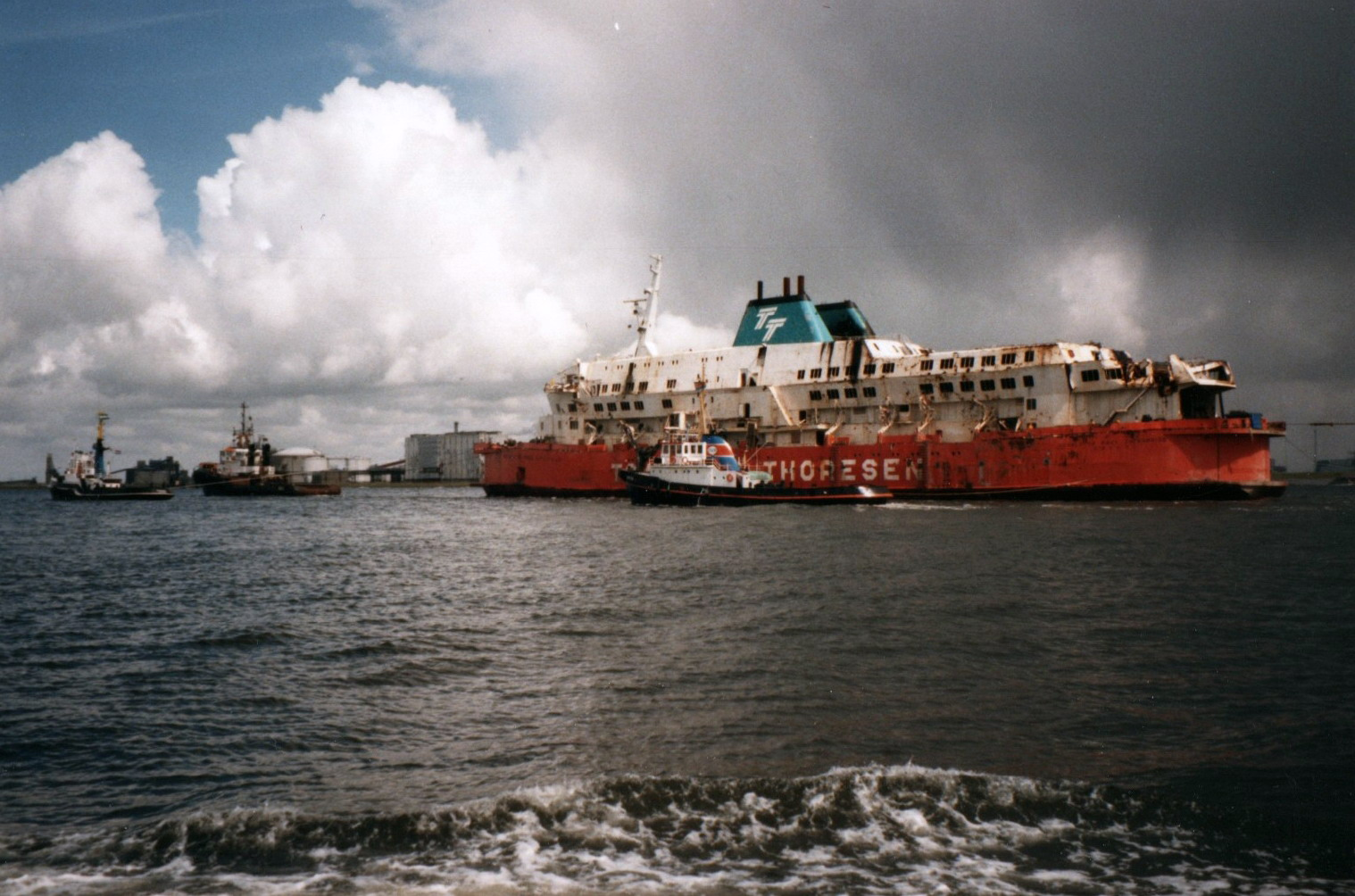
引き揚げられた後フリシンゲンの港に曳航されるヘラルド・オブ・フリーエンタープライズ。1987年5月

オランダ企業Smit-Tak Towage and Salvage（シュミット・インターナショナル傘下）によって実施される引き揚げ作戦が、船を再浮上させるためほぼ直後に着手された。1987年4月下旬にこの作戦は成功をもって完了し、水中に閉じ込められていた残りの遺体を回収することができた。船はゼーブルッヘに曳航され、そこから西スヘルデ川を横断してフリシンゲンにある船廠に向かい、そこで船の運命が決定された。当初、この船は修理可能で航海を続けられると想定されていたが、買い手が見つからなかった。この船はセントビンセント及びグレナディーン諸島キングスタウンのCompania Naviera SA社に鉄屑として売却された。船はフラッシング・レンジ(Flushing Range) と改名され、タウンゼント・トールセンのブランド名称は、鉄屑にされる高雄 (台湾)への最終航海前に塗りつぶされた。1987年10月5日、この船はオランダの曳航企業Markusturmによって曳航され、他1隻と共に最後の航海を始めた。
この航海はフィニステレ岬沖で1987年の大嵐 (Great Storm of 1987) に遭遇して4日間中断され、そこでヘラルド・オブ・フリーエンタープライズは牽引ロープが解けて漂流するも、1987年10月19日に再開された。1987年12月27日、南アフリカ沖で船体は崩壊し始め、1988年1月2日にポート・エリザベスに曳航して、航海を続けられるよう一時的な修理を受けなければならなかった。1988年3月22日にようやく台湾に到着した。
（この顛末で）タウンセンド・トールセンの社名が、必然的に世界中のテレビや新聞紙面に出てしまった。P&Oは直ちに同社をP&Oヨーロッパフェリーとして再ブランド化すると共に、艦隊の赤い船体を濃紺色で再塗装し、TTのロゴを通気筒から削除することに決めた。

### 長期
ヘラルド・オブ・フリーエンタープライズの転覆は、1919年1月1日のルイス島ストーノウェイ付近におけるHMYイオレア号沈没（乗船者280人のうち最低でも205人死亡）以来となる、英国船の関与した平時の海難事故としては最多の死者数を引き起こした。
同事故以来、この種の船舶設計には幾つかの改良が加えられた。これには、ブリッジにて船首扉状態を示す計器、船正面の船首区画に取り付けられた水密ランプ（積み下ろし時には車が通るランプウェイの働きをする水密扉）、浸水の際に車両デッキから水を逃すことができる排水口の「スカッパー」などが含まれる。1990年にSOLAS条約が改正され、全ての新規RORO船について以前の76cmではなく125cmの乾舷（RORO船の場合は車両甲板と水面間の高さと定義）が義務付けられた。一部の船舶は構造から船首扉を完全に無くして、車両を船尾扉のみの出入りとした。国際海事機関(IMO)の新たな規制では、旅客RORO船での全長にわたる開放デッキ（区画細分していないもの）を禁止している。
ヘラルド・オブ・フリーエンタープライズの姉妹船2隻は現在どちらも就航していない。旧スピリット・オブ・フリーエンタープライズは、P&O傘下の時期にその貨物容量を増やす目的で拡張化 (Jumboisation) しての運航後、2012年に廃棄された。プライド・オブ・フリーエンタープライズは多少なりとも建造時のままだったが、2015年に廃棄された。
映画監督のクシシュトフ・キェシロフスキ は彼の映画『トリコロール/赤の愛 』の結末の一部でこの災害映像を使用した（彼が実映像を使ったのかは不明）ことで批判された。
英国では、フェリー・エイド という合唱団がビートルズの楽曲「レット・イット・ビー」のチャリティーレコードを発表した。
当時の英政府大臣ニコラス・リドリーは、1987年3月10日に（別の議題を話している最中）この事故を暗喩したことで批判された。発言内容は「彼は（議会法案の）操舵役だが、彼は自分の船首扉を開けてはいない」だと伝えられており、彼はこの発言を謝罪した。
2007年、ベルギー歌手のジョナサン・ヴァンデンブルック（一般的にはMilowで知られる）は、この悲劇の20周年を追悼する曲を発表した。悲劇的事故の夕刻を反映した「ヘラルド・オブ・フリーエンタープライズ」と題された楽曲は、2009年のアルバム『Milow』で登場した。
この災害は、『衝撃の瞬間』第2シリーズ（日本語版では第3シリーズ）にある放送回の主題だった。またこの災害は、ザ・サイエンス・チャンネルの『Deadly Engineering』(シーズン1、第5話）でも取り上げられた。
2014年7月1日、ザ・ヒストリー・プレスという出版社がこの災害と余波の物語を綴った『Ninety Seconds at Zeebrugge: The Herald of Free Enterprise Story  (ISBN 9780752497839)』という本を発売した。30周年を反映して刷新された第2版は、2018年3月1日に発売された(ISBN 978-0750985819)。
セント・メアリー教会 (ドーバー)にはこの災害の恒久的な慰霊碑が収容されている。St Margaret's at Cliffeという村には、この災害で死亡した乗組員3人に捧げられたステンドグラスの窓がある。この 船の沈没は、安定性を扱う船員のマニュアルで自由表面効果の標準的な事例として使われている。

### 慈善団体
この悲劇で娘と義理の息子を亡くしたオーストラリア人実業家モーリス・デ・ローハンは、同様の出来事の影響を受けた人々を支援する慈善団体Disaster Actionを設立した。

### 勇敢賞
転覆の夜における勇敢行為に対して贈られた次の英国褒賞が、1987年12月30日に官報告知された。
- ヘラルド・オブ・フリーエンタープライズ乗組員
  - 給仕長Michael Ian Skippenに、ジョージ・メダル（死後）
  - 船員2名(Leigh CorneliusとWilliam Sean Walker)、副パーサーStephen Robert Homewood、操舵手Thomas Hume Wilsonの計4名に、クイーンズ・ギャラントリー・メダル
- ヘラルド・オブ・フリーエンタープライズの乗客
  - 日本債券信用銀行の副支店長Andrew Clifford Parkerに、ジョージ・メダル
- ベルギー海軍
  - 大佐2名(Guido A. CouwenberghとAlfons M. A. C. Daems)に、クイーンズ・ギャラントリー・メダル
- イギリス海軍
  - 大尉Simon Nicholas Boundと上等水兵Eamon Christopher McKinley Fullenの2名に、クイーンズ・ギャラントリー・メダル
  - 下士官2名(Edward Gene KerrとPeter Frank Still)に、勇敢行為に贈る女王表彰 (Queen's Commendation for Brave Conduct)
- Tijdelijke Vereniging Bergingswerken（サルベージ会社）
  - 潜水夫2名(Piet LagastとDirk van Mullem)に、クイーンズ・ギャラントリー・メダル